# Istero-annessiectomia
L'istero-annessiectomia è un intervento chirurgico che consiste nell'asportazione dell'utero e dei suoi annessi, tube di Falloppio e ovaie.
Può essere eseguito per via sia laparotomica (aprendo l'addome), sia laparoscopica (introducendo gli strumenti mediante piccoli fori e asportando l'utero e le ovaie attraverso la vagina).
Questo intervento preclude irreversibilmente la capacità di procreazione nella donna.